# Gladiolus caryophyllaceus
Gladiolus caryophyllaceus là một loài thực vật có hoa trong họ Diên vĩ. Loài này được (Burm.f.) Poir. miêu tả khoa học đầu tiên năm 1812.